# Redningsnummer
Et redningsnummer er et grønt skilt, med et bogstav og et trecifret tal, som benyttes til at angive en tilskadekommens placering ved alarmering af redningsberedskabet eller politi, i forbindelse med ulykker ved de danske kyster, søer og havnebade.
Skiltene placeres så de er synlige fra vandet på alle badesteder og kan f.eks. være placeret på selve stranden, ved nedkørsler og strandstier samt andre synlige steder som eksempelvis ved redningsposter og informationsskilte.
Redningsnumrene er udviklet af Rigspolitiet og udbredtes til kysterne i hele Danmark fra 2011 til 2013. Skiltenes formål er at gøre det nemmere ved ulykker at referere til et bestemt geografisk sted uden at kende den nærmeste adresse. Dermed kan udrykningskøretøjer nemmere finde ulykkesstedet og undgå fejludrykninger til forkerte steder.
Opsætningen af skiltene blev oprindeligt startet som et projekt som kommunerne frivilligt kunne tilmelde sig, hvor kommunerne selv finansierede opsætningen af skiltene. For at sikre udbredelsen af skiltene gik Trygfonden dog ind i projektet og betalte for skiltenes opsætning.
Skiltet blev oprindeligt kaldt et strandnummer men skiftede i 2015 navn til redningsnummer, da systemet blev udvidet til at omfatte søer og havnebade.

## Nummerering
De enkelte politikredse har tildelt et eller flere unikke numre til kystnære opholdssteder i deres område. Mindre områder har typisk et enkelt nummer, mens der på længere kyststrækninger typisk er tildelt et nummer til hver mulig adgangsvej.
Hvert nummer består af et bogstav efterfulgt af tre cifre. Bogstavet på skiltet angiver hvilken politikreds skiltet er opstillet i. 
Politikredsenes bogstaver er som følger:
- A: Syd- og Sønderjyllands Politi
- C,D: Midt- og Vestjyllands Politi
- E: Nordjyllands Politi
- F: Østjyllands Politi
- G: Sydøstjyllands Politi
- H: Fyns Politi
- J: Midt- og Vestsjællands Politi
- K: Nordsjællands Politi
- L: Københavns Politi
- N: Københavns Vestegns Politi
- P: Sydsjællands og Lolland-Falsters Politi
- R: Bornholms Politi